# ديون فيريرا
ديون فيريرا (بالإنجليزية: Deon Ferreira)‏ هو عسكري جنوب أفريقي، ولد في 1946، وتوفي في 2002.